# New Milford (Illinois)
Pour les articles homonymes, voir New Milford.
New Milford est un village situé en banlieue de Rockford, au sud du comté de Winnebago, dans l'Illinois, aux États-Unis,.

## Démographie
Lors du recensement de 2010, le village comptait une population de 697 habitants. Elle est estimée, en 2016, à 666 habitants.

### Source de la traduction
- (en) Cet article est partiellement ou en totalité issu de l’article de Wikipédia en anglais intitulé « New Milford, Illinois » (voir la liste des auteurs).